# مخرب (برنامه‌نویسی رایانه)
در برنامه‌نویسی شیءگرا مخرب یا نابودگر (انگلیسی: Destructor) یک متد است که به‌طور خودکار زمانی شیء از حذف شود، صدا زده می‌شود. این اتفاق می‌تواند زمانی رخ دهد که طول عمر شیء به یک محدوده مشخص محدود شود و اجرای برنامه محدوده را ترک کند، یا زمانی که شیء داخل یک شیء دیگر تعریف شده باشد و طول عمر شی دوم تمام شود. هدف اصلی این متد آزاد کردن منابعی (حافظه‌های تخصیص داده شده، فایل‌ها یا سوکت‌های باز، اتصالات به پایگاه‌های داده، قفل‌های منابع و غیره) می‌باشد که در طول عمر شیء توسط آن اشغال شده‌است.

## مثال در سی++
در سی++ متد مخرب هم نام کلاس می‌باشد اما یک مدک (~) در ابتدای آن وجود دارد. در زیر یک نمونه از استفاده از مخرب در سی++ نمایش داده شده‌است.
```
#include
 
<cstring>

#include
 
<iostream>

class
 
foo_t

{

	
friend
 
std
::
ostream
 
&
 
operator
 
<<
 
(
 
std
::
ostream
 
&
 
os
,
 
foo_t
 
const
 
&
 
foo
 
)

	
{

		
os
 
<<
 
foo
.
data
;

		
return
 
os
;

	
}

private
:

	
char
 
*
 
data
;

	
foo_t
(
 
foo_t
 
const
 
&
 
other
 
);
                
// disable copy construction

	
foo_t
&
 
operator
 
=
 
(
 
foo_t
 
const
 
&
 
other
 
);
   
// disable assignment

public
:

	
foo_t
(
 
void
 
)
 
:
 
data
(
 
new
 
char
[
 
14
 
]
 
)
 
{
 
std
::
strcpy
(
 
data
,
 
"Hello, World!"
 
);
 
}
 

	
~
foo_t
(
 
void
 
)
 
{
 
delete
 
[]
 
data
;
 
}

};

 

int
 
main
()

{

	
foo_t
 
foo
;

	
std
::
cout
 
<<
 
foo
 
<<
 
'\n'
;

}

```